# Uromyces polygoni-avicularis
Uromyces polygoni-avicularis är en svampart som först beskrevs av Christiaan Hendrik Persoon, och fick sitt nu gällande namn av Petter Adolf Karsten 1879. Uromyces polygoni-avicularis ingår i släktet Uromyces och familjen Pucciniaceae.   Inga underarter finns listade i Catalogue of Life.